# Хаїм Олівер
Хаїм Давид Олівер (болг. Хаим Давид Оливер; 8 січня 1918, Кюстенділ — 7 серпня 1986, Софія) — болгарський письменник, публіцист, сценарист. Лауреат Димитровської премії.

## Біографія
До 1936 року вивчав економіку, музику і журналістику у французькому коледжі в Софії. Потім, протягом двох років, навчався у Віденському вищому економічному інституті — на курсі журналістики і зовнішньоекономічних відносин. У зв'язку з анексією в 1938 році Австрії Німеччиною — закінчити інститут не вдалося.
Під час навчання у Відні брав участь у революційній і антифашистської діяльності, за що йому було заборонено перебувати на території Третього рейху. Свою участь у революційному русі продовжив після повернення в Болгарію.
У роки монархії за активну революційну діяльність в Болгарії Хаїм Олівер був двічі судимий військовим судом і засуджений до смертної кари. У 1941 році Олівер був заарештований і ув'язнений, а потім відправлений у трудовий табір, звідки йому вдалося втекти і приєднатися до партизанського загону.
Учасник Другої світової війни. Партизаном боровся аж до народного збройного повстання в Болгарії 9 вересня 1944 року. Після війни працював журналістом і кореспондентом різних видань і на радіо.

## Творчість
Хаїм Олівер — відомий болгарський дитячий письменник, автор творів для дітей та юнацтва, ряду пригодницьких, науково-фантастичних і публіцистичних книг, детективної прози.

## Вибрана бібліографія
- Великий похід династронавтів (1963)
- Федерація династронавтів (1963)
- Ня, спасените: Або як евреите в България бяхя изтръгнати від лагерите на смъртта (1967)
- Фалшификаторът від чернія кос (1969)
- Хеліополіс (1968)
- Пратеникът від Елсінор (1972)
- Енерган-22 (1981)
- Гол із засідки
- Лицар білої дами
- Година невидимки

## Сценарії
Сценарист художніх, науково-популярних та анімаційних фільмів.
- Наша земля (1952)
- Закон моря (1958)
- Художник Златю Бояджієв (1961)
- Вовчиця (1965)
- Лицар білої дами (1982)
- Фальсифікатори від «Чёрных кос» (1983)
- Федерація династронавтів (1979)
- Ешелон смерті (1986)